# Herschbach (Oberwesterwald)
Herschbach település Németországban, Rajna-vidék-Pfalz tartományban. Lakosainak száma 949 fő (2023. december 31.).

## Népesség
A település népességének változása:
| Lakosok száma | 730  | 911  | 893  | 911  | 951  | 949  |
|               | 1975 | 2017 | 2019 | 2021 | 2022 | 2023 |